# Pieter de Vois
Pieter Alewijszoon de Vois (Den Haag, circa 1581 – begraven Den Haag, 20 mei 1654) was een Nederlands organist en in mindere mate componist. Hij wordt ook wel aangeduid als Pieter Alewijszoon de Vois I; zijn kleinzoon, ook organist, droeg dezelfde naam Pieter Alewijszoon de Vois II.
Hij werd in 1604 aangesteld als stadsorganist en was tussen 1633 en 1653 tevens beiaardier, beide in en van de Grote of Sint-Jacobskerk in Den Haag. Hij was organist van statuur, want werd in 1621 gevraagd zijn leermeester Jan Pieterszoon Sweelinck (De Vois woonde enige tijd in Amsterdam) op te volgen als organist van de Oude Kerk in Amsterdam. Den Haag verhoogde vervolgens zijn vergoeding (tractement). Bovendien had hij vanaf 1629 de beschikking over een nieuw orgel (Hagerbeer). Hij gaf les aan Constantijn Huygens, die hem ook financieel ondersteunde. Huygens “Syn fiefste ryckdom was kunst en gunst van soet volck, Dat synen lof verhief tussen maen en wolck” was het grafschrift voor De Vois, wel wat prematuur; het verscheen in 1651. 
Van hem werden enkele werken gepubliceerd in ’t Uitnement kabinet (Paulus Matthijszn, Amsterdam, 1646), waarin ook werk die hij componeerde met Jacobs van Eyck en schoonzoon Steven van Eyck. 
De Vois was organist en beiaardier tussen voorganger Jacob Blankenburgh en opvolger Stephanus van Eyck.  
Het verhaal gaat dat hij arm, doof en blind overleed, aldus Huygens in zijn dagboeken, waarin ook het overlijden van De Vois wordt vermeld. In de verzamelde gedichten van Huygens (1 juni):
Op het graf van Mr Pieter de Vois, de blinde
Lagh alle meester hier so doof niet als hij blind was,
Hij beter orgelist van dat hij schier een kind was
Dan die m’er nu toe kiest, Hij sprongh wel uijt het graf
En joegh de brodders van syn heerlijck orgel af.
Den Haag vernoemde een straat naar Pieter de Vois (Pieter de Voisstraat).
Zijn zoon Ary de Vois was kunstschilder en zoon Alewijs de Vois was organist in Utrecht en Leiden.
- Bibliothèque nationale de France: cb137929238 (data)
- Biografisch Portaal: 33874238
- Digitale Bibliotheek voor de Nederlandse Letteren: vois005
- Gemeinsame Normdatei: 174030460
- International Standard Name Identifier: 0000 0001 0977 1440
- Library of Congress Control Number: no2009144567
- Nederlandse Thesaurus van Auteursnamen: 437455343
- Virtual International Authority File: 59268116
- WorldCat: E39PCjBYCkRfqk6RwxvkW36h73